# Alejandra Orozco
Alejandra Orozco Loza (Zapopan, 19 aprile 1997) è una tuffatrice messicana.

## Biografia
Ha rappresentato la Messico ai Giochi olimpici estivi di Londra 2012 all'età di soli 14 anni ed ha vinto la medaglia d'argento nel concorso della piattaforma 10 metri sincro con la connazionale Paola Espinosa.
Ai Giochi olimpici giovanili di Nanchino 2014 ha vinto l'oro nella gara a squadre miste con il norvegese Daniel Jensen e il bronzo nella piattaforma 10 m, dietro alla cinese Wu Shengping e alla malese Zhiayi Loh.
Ai Giochi panamericani di Lima 2019 si è aggiudicata l'argento nella sincro 10 metri, gareggiando con la connazionale Gabriela Agúndez. Nella piattaforma 10 metri individuale ha ottenuto il bronzo, terminando sul gradino più basso del podio, preceduta dalle canadesi Meaghan Benfeito e Caeli McKay.
Ha fatto parte della spedizione messicana a Giochi olimpici di Tokyo 2020, dove ha vinto la medaglia di bronzo nel sincro 10 metri, sempre al fianco di Gabriela Agúndez.
Ai Giochi panamericani di Santiago del Cile 2023 ha guadagnato l'oro nel sincro 10 m e l'argento nella piattaforma 10 m.
Il 6 giugno 2024, il Comitato Olimpico Messicano la ha designata, assieme al pentatleta moderno Emiliano Hernández, come alfiere alla Cerimonia di apertura dei Giochi della XXXIII Olimpiade di Parigi 2024. Durante la competizione si è classificata 8ª nella piattaforma 10 m e 5ª nel sincro 10 m, con la connazionale Gabriela Agúndez.

## Palmarès

### Per il Messico
- Giochi olimpici

Londra 2012: argento nel sincro 10 m.
Tokyo 2020: bronzo nel sincro 10 m.
- Giochi panamericani

Lima 2019: argento nel sincro 10 m, bronzo nella piattaforma 10 m.
Santiago del Cile 2023: oro nel sincro 10 m, argento nella piattaforma 10 m.
- Olimpiadi giovanili

Nanchino 2014: bronzo nella piattaforma 10 m.

### Per la Squadra mista
- Olimpiadi giovanili

Nanchino 2014: oro nella gara a squadre mista;